# Peruanischer Blaustern
Der Peruanische Blaustern (Scilla peruviana, Syn.: Oncostema peruviana (L.) Speta) ist eine Pflanzenart aus der Gattung der Blausterne (Scilla). Der Name ist irreführend, da diese Art nicht aus Peru stammt, sondern aus dem westlichen Mittelmeerraum. Er stammt daher, dass Carolus Clusius in 1601 irrtümlich von einer Herkunft aus Peru geschrieben hat.

## Merkmale
Der Peruanische Blaustern ist eine immergrüne, ausdauernde, krautige Pflanze, die Wuchshöhen von 20 bis 50 Zentimeter erreicht. Dieser Geophyt bildet Zwiebeln als Überdauerungsorgane aus. Die einfachen Laubblätter sind 40 bis 60 Zentimeter lang, 1 bis 4 Zentimeter breit und am Rand meist bewimpert.
In einem breiten, kegelförmigen, traubigen Blütenstand sitzen 40 bis 100 Blüten zusammen. Die unteren Deckblätter sind 2 bis 6 (8) Zentimeter lang. Die unteren Blütenstiele sind 3 bis 5 Zentimeter lang, zur Fruchtreife auch bis 9 Zentimeter. Die zwittrigen Blüten sind dreizählig. Die sechs tief blauvioletten oder weißen Blütenhüllblätter sind ungefähr 14 Millimeter lang und 4 Millimeter breit.
Die Blütezeit reicht von Mai bis Juni.
Die Chromosomenzahl beträgt 2n = 16, selten 28.

## Vorkommen
Das Verbreitungsgebiet umfasst Südwest-Europa bis Sardinien, Sizilien und Süd-Italien sowie Nordwestafrika. Hier kommt diese Pflanzenart in feuchten Wiesen vor.
Der Peruanische Blaustern ist nur selten in wärmeren Gebieten als Zierpflanze zu finden.